# Ema Pukšec
Ema Pukšec (Ogulin, Croàcia, 6 de febrer de 1834 - Múnic, 14 de gener de 1889), també coneguda com a Ilma Murska, Ilma de Murska o Ilma di Murska, fou una famosa soprano croata del segle xix.
La seva mare era Krescencia Brodarotti de Trauenfeld, i el seu pare, Josip Pukšec, un militar molt respectat a la regió al voltant de la ciutat de Slunj. Pel seu servei en la protecció dels flancs orientals d'Europa occidental a la frontera militar amb Àustria, el seu pare li van concedir noblesa i va afegir l'extensió Murski al seu nom. La variant femenina (de Murska) va ser utilitzat després per Ema com el seu propi cognom.
Va començar a aprendre a tocar el piano a l'edat de cinc anys. Després que la seva família es traslladés a Zagreb el 1850, va començar a cantar amb l'esperança de fer carrera en el món de l'òpera. Es va casar amb el soldat Josip Eder el 1851, amb qui va tenir dos fills (l'Alfons i Hermina). Es van traslladar primer a Graz el 1857, i després a Viena el 1860, per tal de permetre a Ema estudiar cant al Conservatori de la ciutat. També va estudiar durant un temps a París. La seva carrera professional va començar el 1862 i va durar uns 20 anys.
Ilma de Murska era una soprano de coloratura amb un rang de tres octaves. La seva carrera es va iniciar el 1862 a Florència, com a Lady Harriet a Martha de Friedrich von Flotow. Algunes fonts afirmen que ella va debutar com Marguerite de Valois a Les Huguenots. La seva gira per Europa va seguir a Budapest, Barcelona i Itàlia. Després d'una sèrie de 42 actuacions reeixides va tornar a Viena com a artista convidada i va cantar el 16 d'agost de 1864 a Il Trovatore de Verdi. El seu període a Viena el va tancar el 10 d'agost de 1873 amb una actuació de comiat, en la qual va interpretar a Ofelia al Hamlet d'Ambroise Thomas a l'Òpera de la Cort de Viena.